# BBC Radio 5 Live
BBC Radio 5 Live (do sierpnia 2007 piątkę w nazwie zapisywano słownie) – brytyjska stacja radiowa należąca do BBC. W programie obecne są programy informacyjne, audycje na żywo z udziałem słuchaczy oraz transmisje sportowe. Rozgłośnia dostępna jest w analogowym i cyfrowym przekazie naziemnym, cyfrowym przekazie satelitarnym, a także w Internecie, aczkolwiek z uwagi na prawa do transmisji wydarzeń sportowych większość z nich jest niedostępna przez internet lub ich dostępność ograniczona jest do Wielkiej Brytanii, podczas gdy pozostała oferta programowa dostępna jest bez ograniczeń geograficznych. BBC Radio 5 można odbierać za pomocą BBC National DAB i trzech nadajników na falach średnich. Stacja wypełnia także program większości (poza BBC London 94.9 i BBC Radio Wales) regionalnych stacji radiowych BBC, gdy nie nadają (głównie w nocy, zależnie od stacji). W ostatnim kwartale 2016 roku stacji słuchało 5,71 miliona słuchaczy, przez co czwartą pod względem słuchalności stacją BBC.

## Historia
Kanał ruszył 27 sierpnia 1990 pod nazwą BBC Radio 5, przejmując częstotliwości na falach średnich wykorzystywane wcześniej przez BBC Radio 2, które pozostało tylko na falach FM. Miał wtedy nieco szerszą formułę obejmującą również słuchowiska i programy dla dzieci. Po Operacji w Zatoce Perskiej, podczas której redakcja BBC Radio 4 stworzyła dodatkowy program specjalny przekazujący wyłącznie wiadomości uznano, że brytyjskiemu nadawcy potrzebny jest serwis radiowy skupiający się na wiadomościach - zdecydowano się więc na zmianę profilu stacji. W obecnej postaci i pod aktualną nazwą rozgłośnia działa od 28 marca 1994. Do jesieni 2011 siedzibą stacji było BBC Television Centre w Londynie. Następnie rozgłośnia została przeniesiona do nowego ośrodka BBC w Salford, gdzie znalazły się również wszystkie inne media BBC związane ze sportem.

## BBC Five Live Sports Extra
Siostrzaną stacją od lutego 2002 roku jest dostępna tylko drogą cyfrową BBC Radio 5 Live Sports Extra, zawierająca te transmisje z wydarzeń sportowych, które nie zmieściły się w głównej stacji. 

## Logo
Logiem tego kanału jest czarne logo BBC, pod nim napis "RADIO". Po prawej stronie od napisu znajduje się błękitne koło z białą cyfrą 5 w środku, obok koła błękitny napis "live". W niektórych miejscach wykorzystywane jest samo błękitne koło.

## Galeria

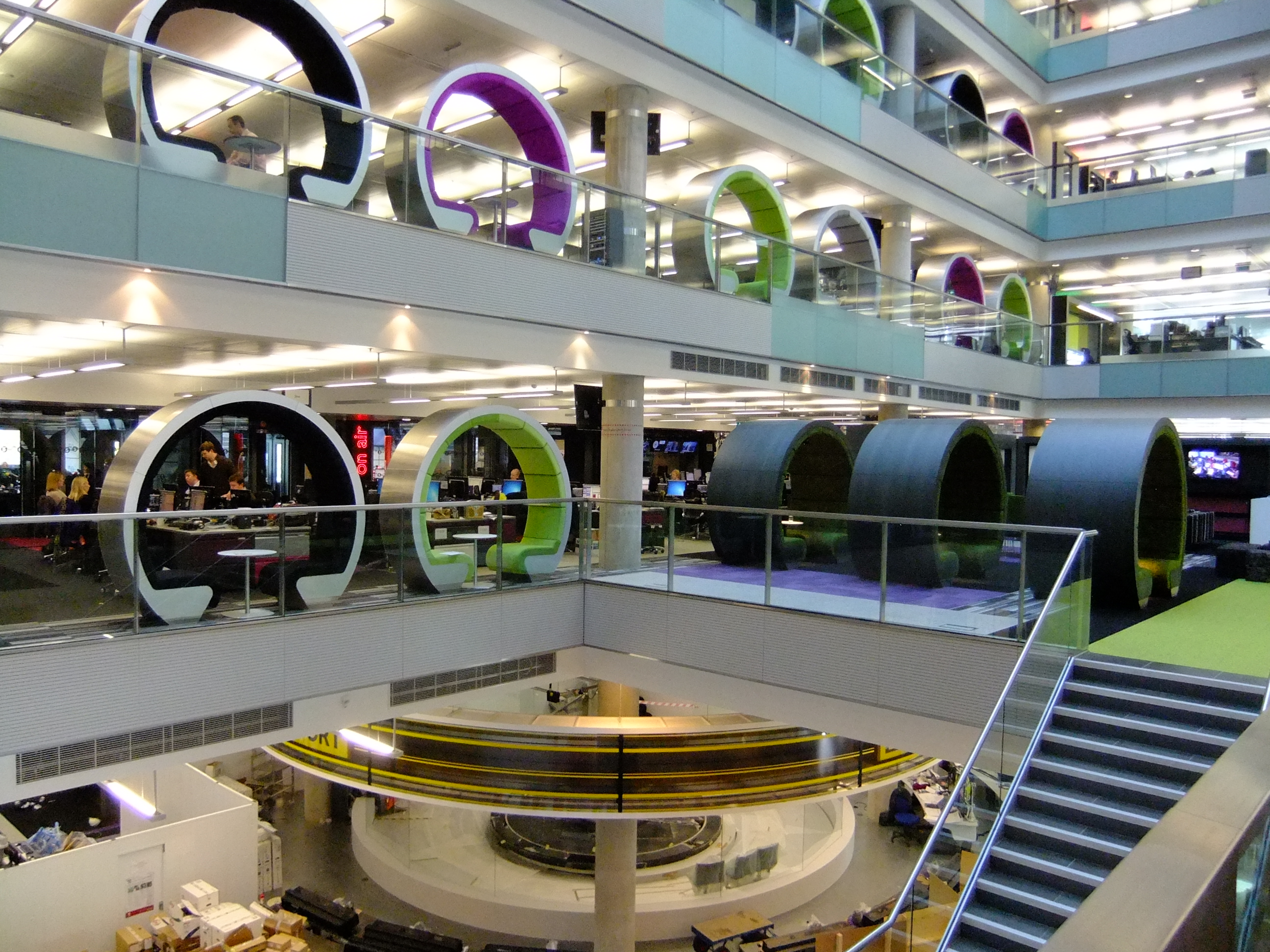
Wnętrze obecnej siedziby stacji w Salford
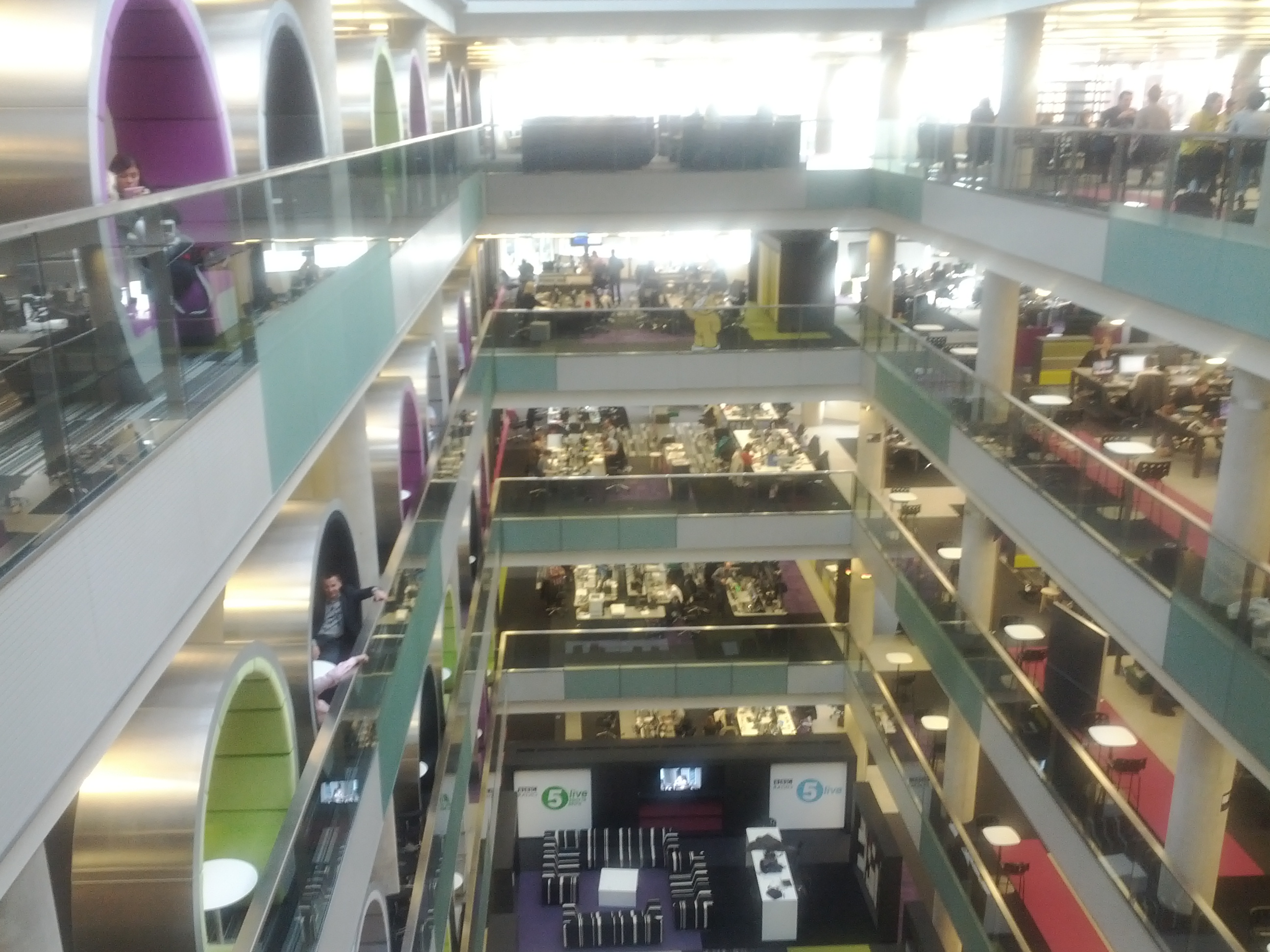
Wnętrze obecnej siedziby stacji w Salford
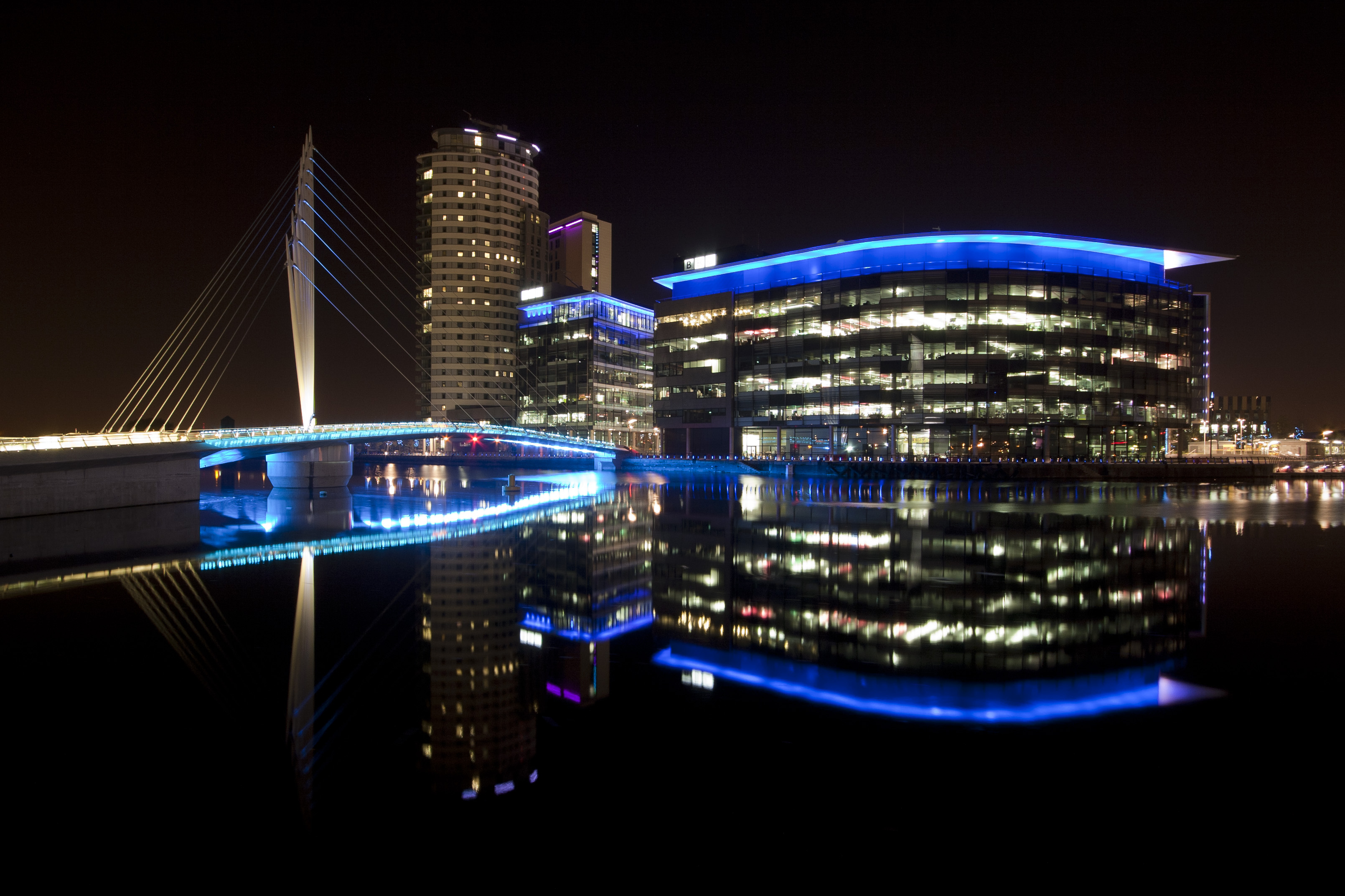
Nocny widok na kompleks Mediacity:uk w Salford, gdzie mieści się stacja
Logo stacji z lat 2000-2007
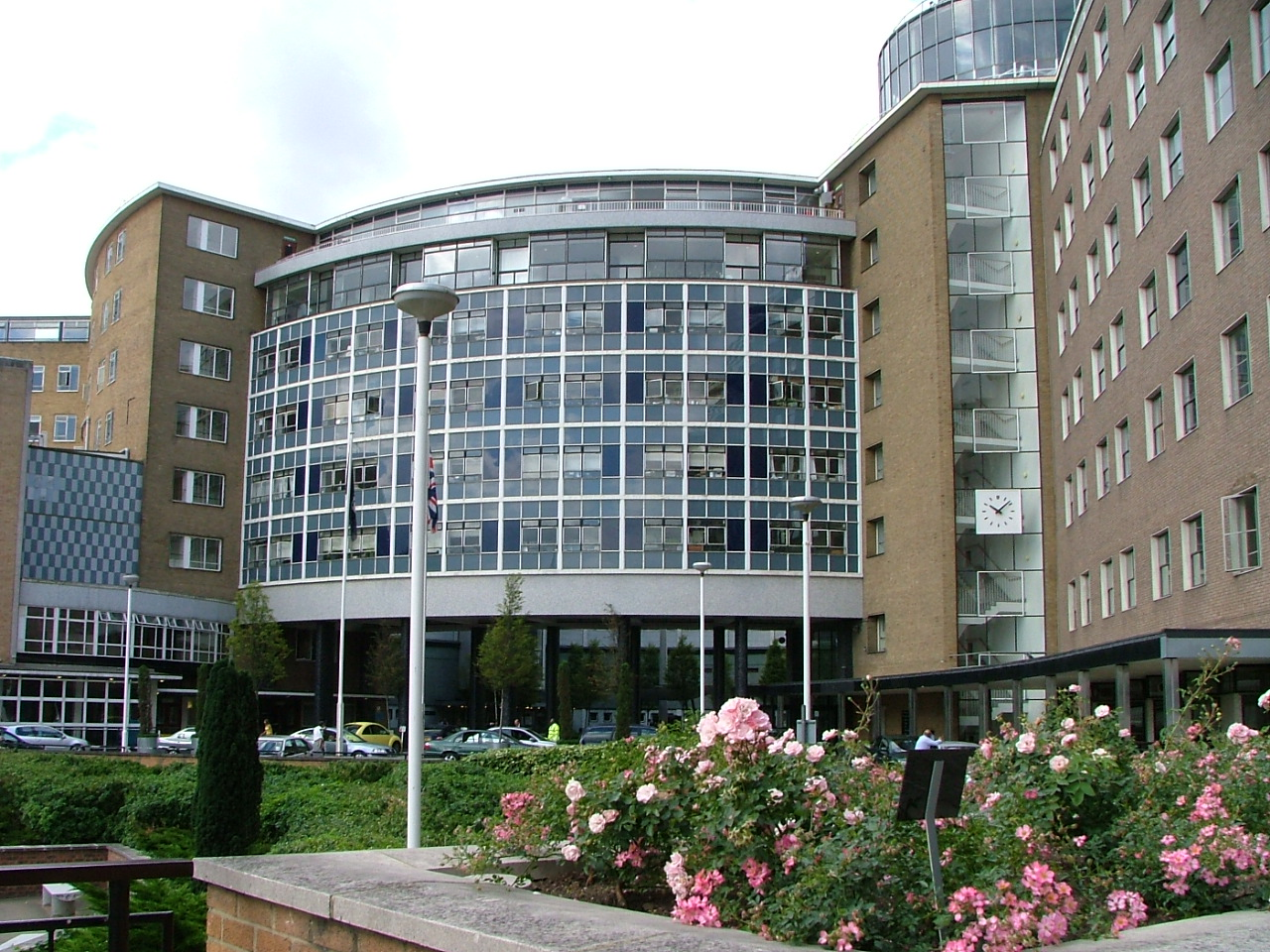
BBC Television Centre w Londynie, siedziba stacji w latach 1990-2011